# Fredrik VII av Baden-Durlach
Fredrik VII, född 23 september 1647 i Ueckermünde, död 25 juni 1709 i Alba Iulia, Durlach, markgreve av Baden-Durlach. Son till Fredrik VI av Baden-Durlach och Kristina Magdalena av Pfalz-Zweibrücken (ättling till kung Gustav Vasa av Sverige).
Fredrik VII av Baden är förfader till flera svenska kungar, nämligen alla av huset Holstein-Gottorp samt de av huset Bernadotte som stammar från Gustaf VI Adolfs mor Victoria av Baden.
Gift med Augusta Maria av Holstein-Gottorp, född 1649, död 1728, dotter till Fredrik III av Holstein-Gottorp och Marie Elisabeth av Sachsen. 
Barn:
1. Karl III Wilhelm av Baden-Durlach, född 1679. (→ bl.a. huset Bernadotte av Sverige, via Victoria av Baden gm Gustaf V)
2. Johanna Elisabeth av Baden-Durlach född 1680, gift med Eberhard IV Ludvig av Württemberg.
3. Albertina Fredrika av Baden-Durlach född 1682 (→ Mor till kung Adolf Fredrik av Sverige, den förste av huset Holstein-Gottorp, som även var farmors farfars far till Viktoria av Baden vars ättlingar är av huset Bernadotte). Släktlinjen är .m.a.o. Adolf Fredrik - Gustav III - Gustav IV Adolf - Sofia Vilhelmina - Fredrik I - Viktoria - Gustav VI Adolf - arvprins Gustav Adolf - Carl XVI Gustaf. Genom samma släktlinje (fram t.o.m. Gustav VI Adolf och därefter via hans dotter Ingrid ((1910-2000)), g.m. kung Fredrik IX, härstammar även de danska och grekiska kungafamiljerna).